# Johann Michael Bach (Komponist, 1745)
Johann Michael Bach (* 9. November 1745 in Struth bei Schmalkalden; † 13. Juni 1820 in Elberfeld), auch Tanner Bach, seltener Elberfelder Bach oder Schmalkaldener Bach genannt, war ein deutscher Komponist.

## Leben
Johann Michael Bach entstammt der sogenannten hessischen Bach-Linie, die auf einen um 1639 gestorbenen Caspar Bach zurückgeht. Ob ein Verwandtschaftsverhältnis zur von Veit Bach begründeten Wechmarer Linie der Familie Bach besteht, welcher Johann Sebastian Bach entstammt, ist nicht völlig geklärt. Karl Geiringer identifizierte Johann Michael fälschlich als Sohn von Johann Elias Bach, dessen gleichnamiger Sohn Johann Michael jedoch 1753 im Säuglingsalter starb. Percy Young zählte Johann Michael Bach ohne Angabe von Gründen selbstverständlich zum Bachgeschlecht, wenn auch mit Johann Sebastian Bach nicht eng verwandt.
Er ging früh auf Reisen nach Holland und (angeblich) England, war in Tann als Kantor tätig, studierte in Göttingen und Leipzig, ließ sich einige Jahre in Güstrow als Advokat nieder. 1785 kehrte er wieder nach Tann zurück, wo er erneut als Kantor wirkte. 1795 ging er nach Basel und verbrachte seinen Lebensabend in Elberfeld, einem Stadtteil des heutigen Wuppertal.

## Werke
Der eigentliche Werkbestand ist nicht mehr ersichtlich. Folgende Werke von Johann Michael Bach sind erhalten oder feststellbar:
- elf geistliche Kantaten:
  - Das Volk, so im Finstern wandelt. (Alt, Tenor, Chor, 2 Trompeten, 2 Hörner, Pauken, 2 Flöten, 2 Oboen, Streicher und Basso continuo)
  - Die ihr den Herren liebet. (Tenor, Chor, 2 Hörner, 2 Oboen, 2 Fagotte, Streicher und Basso continuo)
  - Gehet hin durch die Tore. (Tenor, Bass, Chor, 2 Hörner, 2 Oboen, Streicher und Basso continuo)
  - Gott fähret auf mit Jauchzen. (Tenor, Chor, 2 Trompeten, Pauken, 2 Oboen, Streicher und Basso continuo)
  - Herr, wie sind deine Werke so groß und viel. (Sopran, Bass, Chor, 2 Hörner, 2 Oboen, Streicher und Basso continuo)
  - Ich hab dich ein’ klein’ Augenblick verlassen. (Tenor, Bass, Chor, 2 Hörner, 2 Oboen, Streicher und Basso continuo)
  - Jauchzet dem Herrn, alle Welt. (Sopran, Alt, Tenor, Bass, Chor, 2 Trompeten, Pauken, 2 Oboen, Streicher und Basso continuo)
  - Mache dich auf, werde Licht. (Bass, Chor, 2 Hörner, 2 Oboen, Streicher und Basso continuo)
  - Schmecket und sehet, wie freundlich der Herr ist. (Sopran, Bass, Chor, 2 Hörner, 2 Oboen, Streicher und Basso continuo)
  - Singt dem Vater. (Sopran, Chor, 2 Trompeten od. Oboen, 2 Hörner, Streicher und Basso continuo)
  - Wie lieblich sind auf den Bergen. (Sopran, Bass, Chor, 2 Hörner, 2 Oboen, Streicher und Basso continuo)
- vier weltliche Kantaten:
  - Heil dir, beglücktes Land! Heil, Friedrich Franz, für dich! 1785 (Sopran, Tenor, Bass, Chor, 2 Hörner, Pauken, 2 Flöten, Streicher und Basso continuo)
  - Welch eine feierliche Stille verkündiget des Höchsten Wille. (4 Soprane, Chor, 2 Trompeten, 2 Hörner, Pauken, 2 Flöten, 2 Oboen, Streicher und Basso continuo)
  - Jehova, Vater der Wesen („Friedens-Cantata“). 1815. (Sopran, Tenor, Bass, Chor, 2 Trompeten, 2 Hörner, Pauken, 2 Flöten, 2 Fagotte, Streicher und Basso continuo)
  - eine 13-stimmige Kantate zur Vermählung des Herzogs von Coburg. (verloren)
- zwei Leichenmotetten:
  - Die Gerechten werden ewig leben. (Chor a cappella)
  - Wie wohl ruht nun mein Leib im Grabe. (Chor a cappella)
- orchestrale Musik:
  - XII Menuets. Amsterdam: Johann Julius Hummel 1766. (2 Hörner, 2 Klarinetten und Streicher)
  - Six Concerts pour le Clavecin. Op. 1. Amsterdam: Johann Julius Hummel [ca. 1766]. (Cembalo, 2 Hörner ad libitum, Streicher)
- Klavier- und Kammermusik:
  - Six Sonates pour le Clavecin. Op. 2.
  - Schweizer Natur-Szenen. Basel: Samuel Flick 1796. (Kunstlieder)
  - Fantasie in C-Dur.
- Cephalus und Procris. Melodrama.
- Kurze und systematische Anleitung zum General-Baß. Kassel 1780.
- Der Druck von oben her, oder die empfindsame Welt, eine wahre Geschichte für Patrioten. Vermutlich autobiographischer Roman. (verloren)